# NGC 170
NGC 170 este o galaxie lenticulară situată în constelația Balena. A fost descoperită în 2-3 noiembrie 1863 de către Albert Marth.